# Christian Bouchacourt
 (janvier 2015).
Si vous disposez d'ouvrages ou d'articles de référence ou si vous connaissez des sites web de qualité traitant du thème abordé ici, merci de compléter l'article en donnant les références utiles à sa vérifiabilité et en les liant à la section « Notes et références ».
Pour les articles homonymes, voir Bouchacourt.
Christian Bouchacourt, né le 10 mars 1959 à Strasbourg en France, est un prêtre catholique traditionaliste de la Fraternité sacerdotale Saint-Pie-X, supérieur du district de France depuis le 15 août 2014. En juillet 2018, il est élu deuxième assistant général de la FSSPX par le chapitre général.

## Jeunesse et ministère
Seul garçon sur sept enfants, Christian Bouchacourt a, pendant son enfance, pratiqué le scoutisme, et reçu sa formation scolaire notamment au collège-lycée Saint-Vincent-de-Paul à Combreux.
Après son baccalauréat, au terme d'une année comme officier de réserve à Saumur puis à Canjuers, il est entré au séminaire d'Écône et a reçu la prêtrise le 27 juin 1986, des mains de Marcel Lefebvre.
Affecté au prieuré d'Unieux (1986-1996) comme collaborateur puis prieur, il a été ensuite chapelain à la chapelle Sainte-Germaine à Paris (1996-1997), puis prieur à Saint-Nicolas-du-Chardonnet (1997-2003).
En 2003, il a été nommé supérieur de district de l'Amérique du Sud. Son premier mandat s'est achevé en 2009. Son second mandat aurait dû s'achever en 2015. C'est à ce titre qu'il a entretenu des relations avec le cardinal Bergoglio, futur pape François,.

## Supérieur du district de France
À compter du 15 août 2014, il est nommé supérieur du district de France par Bernard Fellay, supérieur général de la Fraternité sacerdotale Saint-Pie-X, pour un mandat de six années.
Le 12 mai 2017, il a relevé de leurs fonctions des prêtres hostiles à la reconnaissance par l'Église catholique de la légitimité des mariages « de fidèles qui suivent l’activité pastorale de la Fraternité [Saint-Pie-X] ».
En juillet 2018, il est élu second assistant général de la Fraternité, aux côtés de Davide Pagliarani,. 